# Суводол (Македонски Брод)
Суводол (мкд. Суводол) је насеље у Северној Македонији, у средишњем делу државе. Суводол припада општини Македонски Брод.

## Географија
Насеље Суводол је смештено у средишњем делу Северне Македоније. Од седишта општине, градића Македонски Брод, насеље је удаљено 3 km источно.
Рељеф: Суводол се налази у области Порече, која обухвата средишњи део слика реке Треске. Дато подручје је изразито планинско. Село се налази у долини реке Треске. Северозападно од насеља уздиже се планина Песјак а источно планина Даутица. Надморска висина насеља је приближно 530 метара.
Клима у насељу је континентална.

## Становништво
По попису становништва из 2002. године, Суводол је имао 207 становника.
Претежно становништво у насељу су етнички Македонци (100% према последњем попису).
Већинска вероисповест у насељу је православље.